# カムガール
女性の場合にカムガール (camgirl)、男性の場合にカムボーイ (camboy) とも称されるWebカメラ・モデル (webcam model) は、インターネットを経由してWebカメラによる生中継で演技するモデル。金銭やモノ、あるいは注目を得るために、しばしば性的な演技をする。

## 先駆的事例
最初のカムガールとされるのはジェニファー・リングリーであった。彼女は、1996年から JenniCam.com を始め、インターネット上にWebカメラの画像を上げて、通常の日常生活を公開した。ドイツ語圏では、「Babe」として知られたアルプス地方の匿名のブロンド女性が1998年から活動した。彼女は、1999年以降に様々なメディアでインタービューされたり、記事にされ、インターネットマガジン『Tomorrow』やアンドレア・ソコルによるドイツの民間放送tm3の番組『Leben & Wohnen』でも取り上げられた。

## 性的職業として
金銭を得る職業としてのカムガールたちは、単に日常生活を公開するのではなく、もっぱら性的行為の様子を生中継動画で提供する。
こうした職業の人物は、分単位の視聴時間あたりで固定された課金をおこなうことがよくあるが、オンラインでの物品購入を求めたり、オンライン口座に送金することを求める者も多い。また、広告を通して収入を得たり、成人向けのポルノグラフィ有料サイトへの契約を促したりもする。カムガールズが得る手数料は有料サイトによって異なるが、典型的な事例では、しばしば「bounty」と称される固定された金額であるか、サイトに登録した視聴者からの売り上げから一定の比率で支払われる 。
「自撮り女 (camwhore)」という表現は、おもにオーストラリアで1999年には使われはじめていた。「娼婦」、「尻軽女」を意味する.「whore」という言葉の使用は広く軽蔑語と見なされており、「自撮り女 (cam whore)」というレッテル貼りは、通常は侮蔑、侮辱的なものとされる。
一部の事例では、性的奴隷の人身売買 (Sex trafficking) を仕切り、違法な売春宿を営む者たちが、年季奉公で縛られた犠牲者たちに、Webカメラのショーのための性行為を強いている。

## アメリカ合衆国
オレゴン州立大学の学生だった19歳のケンドラ・サンダーランド (Kendra Sunderland) は、2014年10月に大学図書館で自慰行為の生中継の収録をしたとして捕まり、退学処分となった。その後、もともと MyFreeCams.com に上げられていたこの動画が、他のサイトにも転載されるに至り、彼女は公然猥褻 (public indecency) の咎で訴追された。検察側は、罰金6,250ドルと懲役1年を求刑した。彼女は有罪とされ、罰金1,000ドルを支払ったが、懲役刑は免れた。彼女によると、図書館での行為の動画で彼女が得た金額は700ドルほどであったという。この一件で、サンダーランドの人気は大いに高まり、彼女は以降もWebカメラでの活動を続け、この一件についても、キャリアの一部として肯定的に語っている。

### カムボーイ
カムボーイは、ゲイや、女性顧客の求めに応じるものとして、カムガールより遅れて登場してきたものとされる。
ある『ニューヨーク・タイムズ』紙の記事によると、13歳の少年ジャスティン・ベリーは、Webカメラを設置して自身をオンライン・フォーラムに公開して友だちを作ろうとしたところ、年長の男性に売春を求められ、全裸での自慰行為をカメラの前でするに至った。CNNは彼のことを、「サイバースペースの言葉では ... cam-whore という」と報じた。その後、ベリーは、自身の有料サイトを立ち上げ、売春行為を行い、メキシコ人売春婦たちとの絡みを記録したビデオを販売し、未成年のモデルたちを雇用した。彼は5年間のうちに何十万ドルもの売り上げを達成した後、刑事免責と引き換えに検察官にすべての情報を提供した。

## ルーマニア
Webカムショーは、インターネットに接続された端末とWebカメラがあれば世界中どこでも発信ができるが、この事業が組織的に行われている東ヨーロッパ諸国では専用のスタジオが構えられることが多く、特にルーマニアはこの産業のメッカと称されるほどカムガールの活動が顕著になっている。